# Caroline Garcia
Caroline Garcia (pronúncia francesa: [kaʁɔlin ɡaʁsja], nascida em 16 de outubro de 1993) é uma tenista profissional francesa. Ela tem os mais altos rankings na carreira de número 4 do mundo em simples e número 2 do mundo em duplas. 
Ela também é bicampeã em torneios Makor em duplas, tendo conquistado o título feminino de duplas do Aberto da França em 2016 e 2022 ao lado de Kristina Mladenovic. A dupla também foi vice-campeã no US Open de 2016 e chegou às semifinais no Australian Open de 2017. Garcia alcançou o recorde de sua carreira em duplas no segundo lugar mundial em outubro de 2016 e ganhou oito títulos de duplas no WTA Tour, incluindo o Madrid Open de 2016. Ela também se classificou para o WTA Finals em duas ocasiões e, ao lado de Mladenovic, foi eleita a "Dupla do ano" de 2016 pela WTA.
Em simples, Garcia ganhou onze títulos do WTA Tour, incluindo três no nível WTA 1000: o Wuhan Open de 2017, o China Open de 2017 e o Cincinnati Open de 2022. Ela alcançou o recorde de sua carreira no ranking mundial de número 4 em setembro de 2018 e novembro de 2022, este último após vencer o WTA Finals.
Garcia representa a França na Billie Jean King Cup desde 2013 e fez parte da equipe que conquistou o título em 2019. Ela ganhou o "Fed Cup Heart Award" em 2016 por seu papel em levar a França à sua primeira final em onze anos. Ela também competiu duas vezes pela França nas Olimpíadas.

## Vida pessoal
Caroline Garcia nasceu em Saint-Germain-en-Laye, no departamento de Yvelines, mas mudou-se com a família para Bron, um subúrbio de Lyon, pouco depois. Ela é filha única de Louis-Paul, um ex-gerente de vendas cuja família é originária da região espanhola da Costa Blanca, e Mylène.
Até 2021, Garcia foi treinada por seu pai Louis-Paul.
Em 2023, Garcia falou sobre sua luta contra a bulimia nervosa após uma lesão no pé e perda de forma. Ela afirmou que as conversas com a família e amigos, bem como uma pausa no tênis, a ajudaram a superar a bulimia e a desenvolver novamente uma relação saudável com a comida.

## Carreira júnior

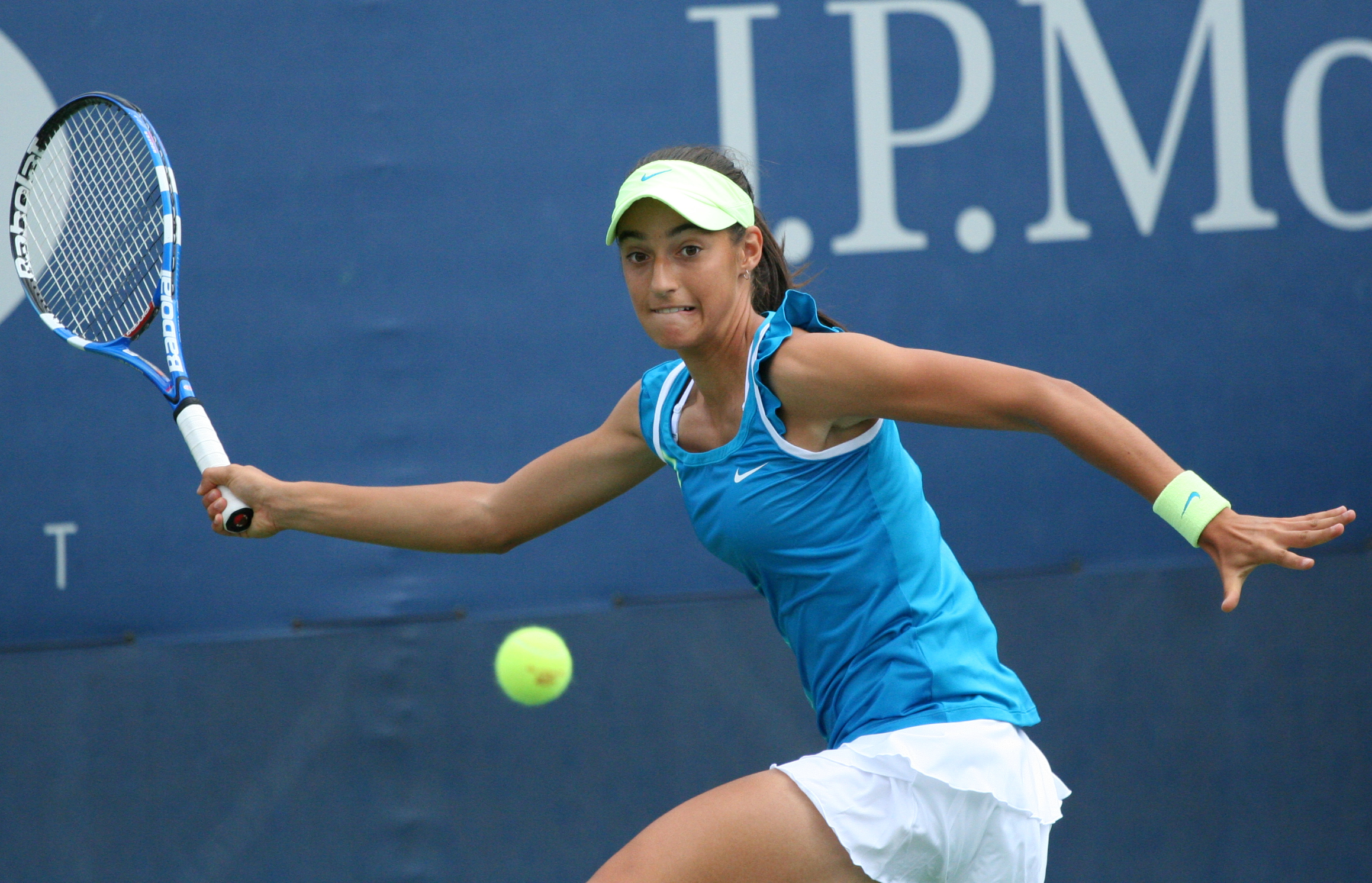
Caroline Garcia em 2010.

Como júnior, Garcia alcançou as semifinais do Australian Open, do Aberto da França e de Wimbledon, e chegou às finais do US Open, perdendo para Grace Min, todos em 2011. Ela alcançou sua classificação júnior mais alta de 5, em 12 de dezembro de 2011.

## Carreira profissional

### 2011

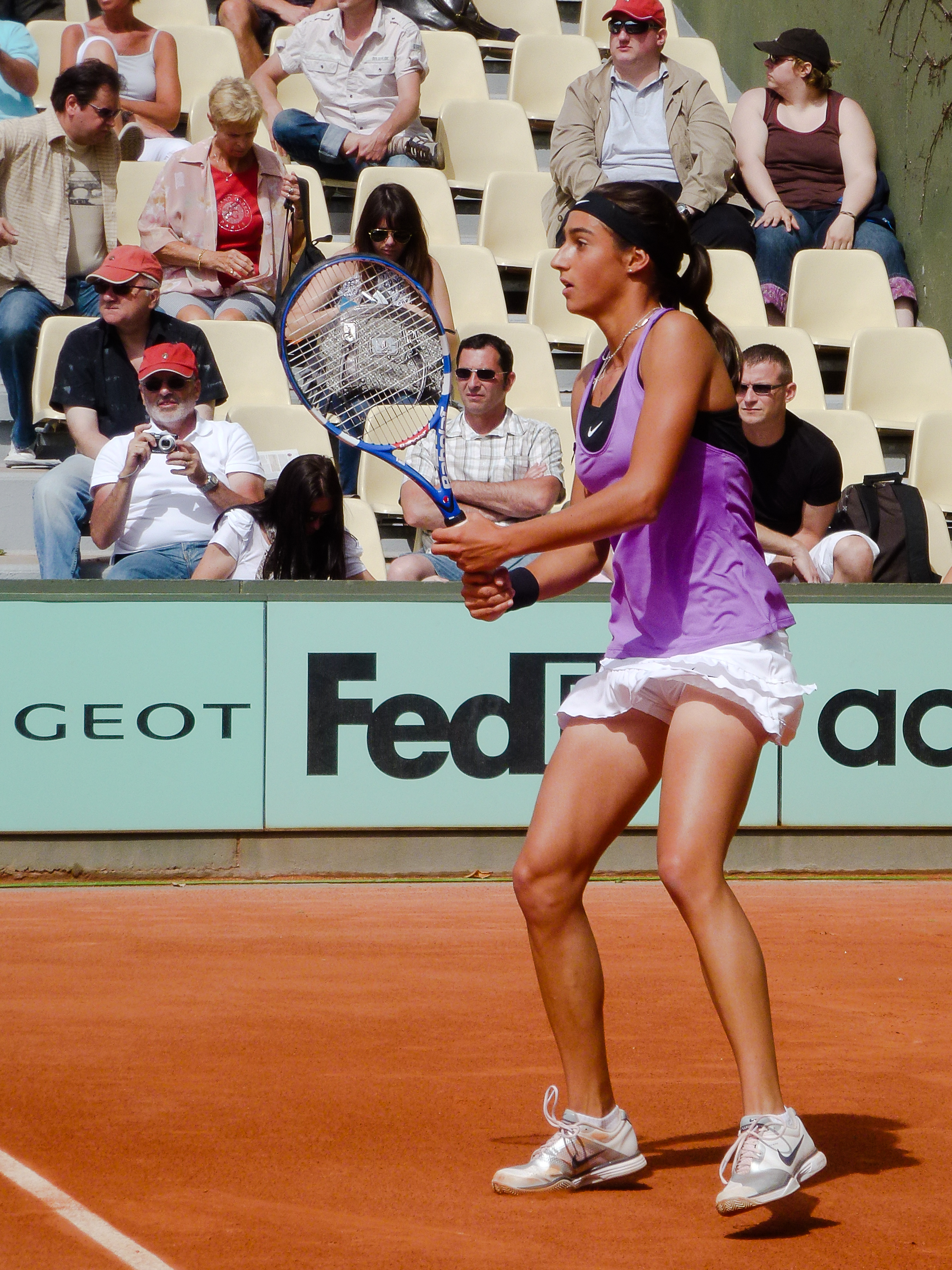
Caroline Garcia em Roland Garros 2011.

No Australian Open, ela recebeu um "wild card" e venceu Varvara Lepchenko na primeira rodada, em sua primeira participação na chave principal de um torneio WTA. Porém, ela perdeu para Ayumi Morita na segunda rodada.
Garcia também entrou no Aberto da França como "wild card". Ela jogou contra Zuzana Ondrášková e a derrotou em dois sets. Na segunda rodada, depois de vercer o primeiro set, ela estava em vantagem no segundo contra a ex-número 1, Maria Sharapova, que venceu onze games consecutivos. Garcia conquistou muito respeito por seu talento. Andy Murray disse o seguinte em sua conta no Twitter: "A garota que Sharapova está jogando será um dia a número um do mundo... que jogadora".

### 2013

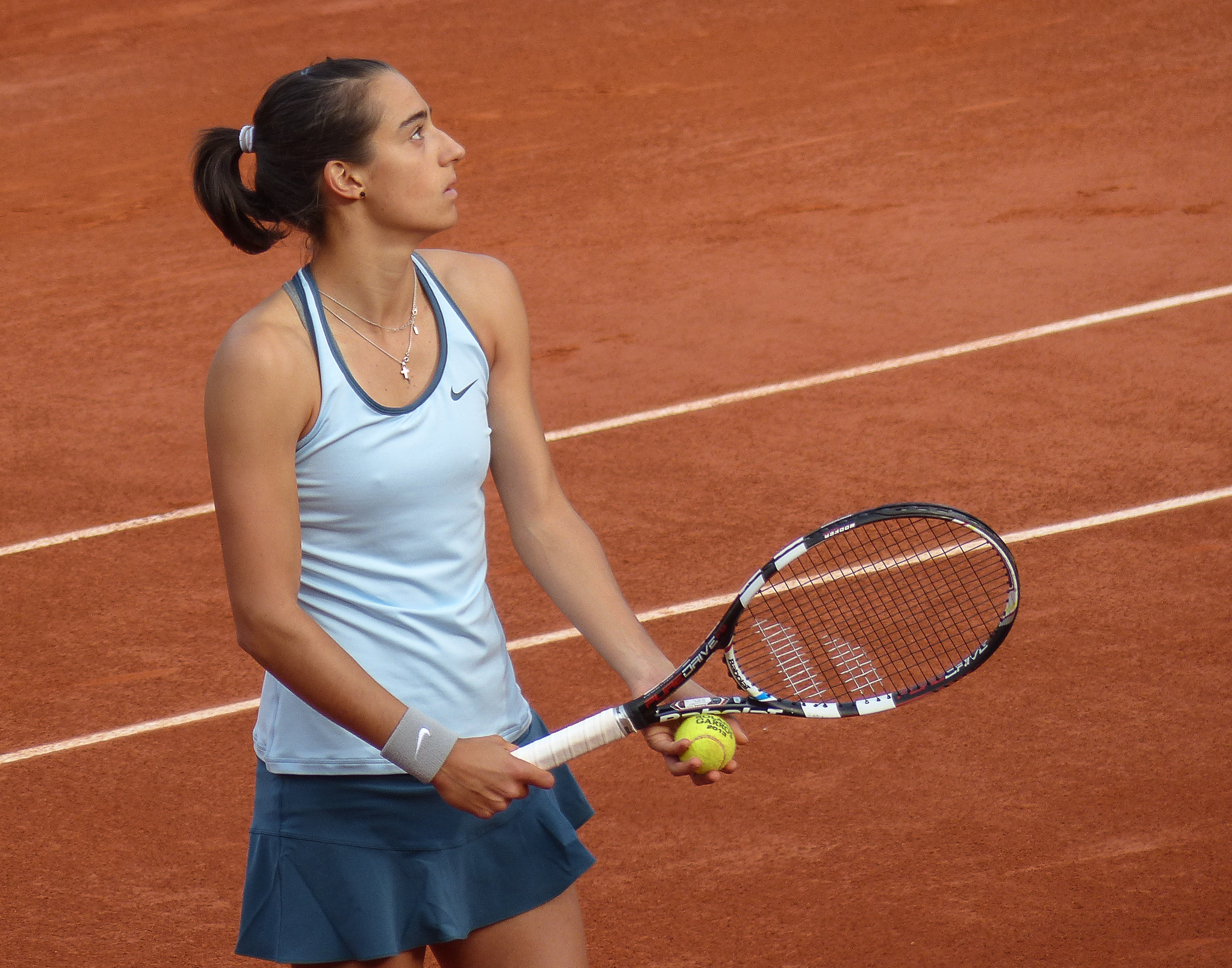
Caroline Garcia em Roland Garros, 2013.

No Australian Open, Garcia perdeu na primeira rodada para a número 47 Elena Vesnina. No Aberto da França, ela venceu a vinda da qualificatória Yuliya Beygelzimer, antes de perder para a eventual campeã, Serena Williams. Ela passou pela qualificatória de Wimbledon, o que marcou o primeiro Grand Slam para o qual ela se classificou; ela havia recebido um "wild card" nos cinco anteriores. Caroline venceu Zheng Jie na primeira rodada, antes de perder novamente para Serena Williams na segunda.
Ela obteve classificação alta o suficiente para ganhar entrada direta na chave principal do US Open e venceu a "wild card" americana Shelby Rogers na primeira rodada, antes de perder para a 30ª cabeça de chave Laura Robson, da Grã-Bretanha. Sua vitória na primeira rodada frz com que Garcia chegasse o top 70 do mundo pela primeira vez.

### 2014: Primeiros títulos do WTA Tour

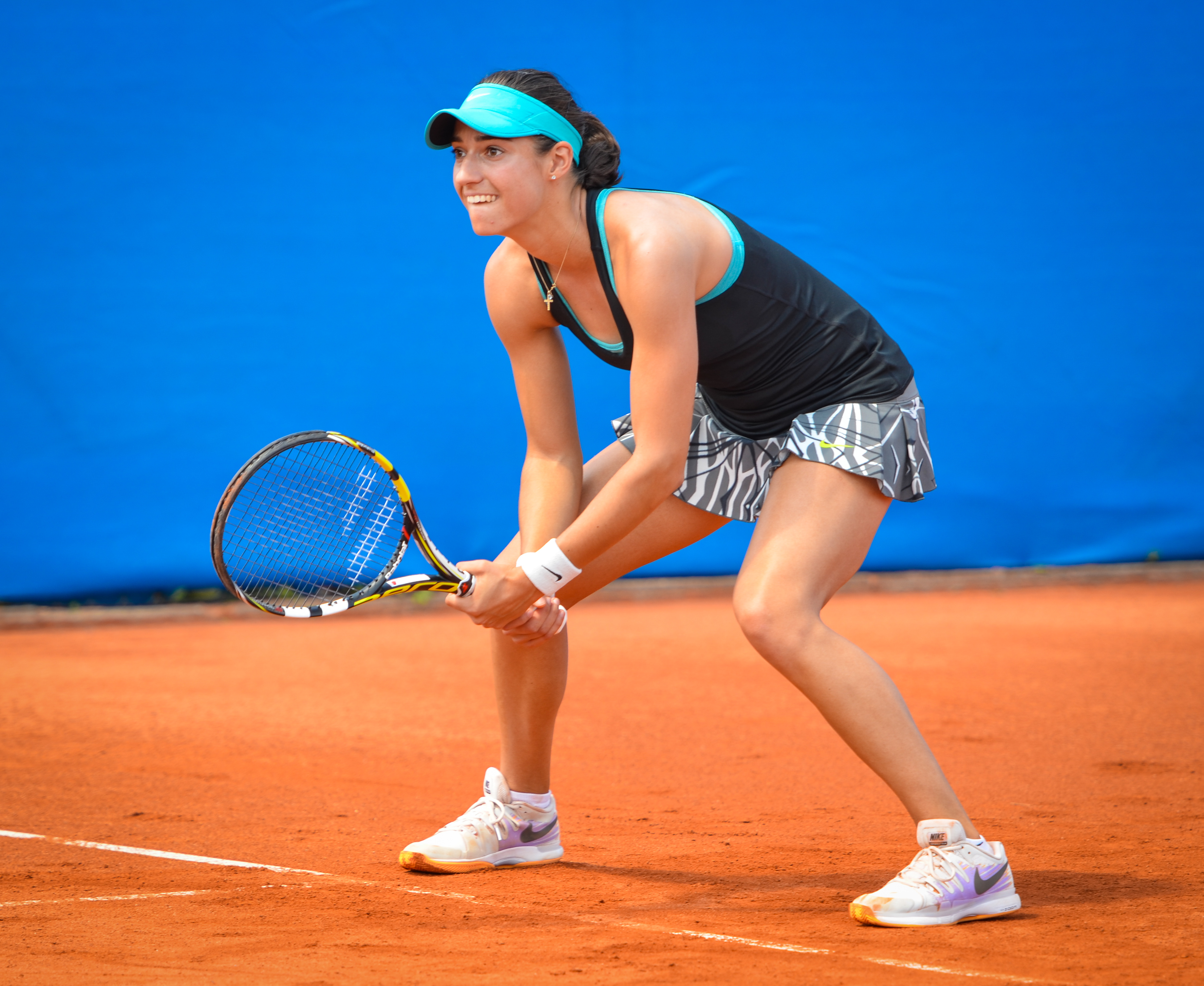
Caroline Garcia na Nürnberger Versicherungscup em 2014.

No Sony Open [en], Garcia foi a única jogadora a vencer um set contra Serena Williams, já que Williams estava a caminho de conquistar seu sétimo título e estabelecer o recorde de maior número de títulos conquistados por um homem ou mulher no torneio. Na Copa Colsanitas em Bogotá, Colômbia, Garcia conquistou seu primeiro título de simples do WTA Tour, derrotando a defensora do título e ex-número 1 do mundo, Jelena Janković, vencendo em sets diretos.
No Madrid Open, em maio, Garcia chegou às quartas de final de qualquer evento Premier pela primeira vez, derrotando Angelique Kerber na primeira rodada depois que a alemã desistiu com uma lesão na parte inferior das costas, recebendo um "walkover" sobre Maria Kirilenko após a russa desistir com uma lesão no pulso, e depois derrotando a décima cabeça de chave Sara Errani em três sets na terceira rodada. Ela acabou perdendo para a terceira cabeça de chave Agnieszka Radwańska nas quartas de final em três sets. Garcia perdeu na primeira rodada do Aberto da França para Ana Ivanovic.
Garcia chegou à terceira rodada de Wimbledon, que acabou perdendo para Ekaterina Makarova em sets diretos. Ela perdeu cedo no US Open para a americana Nicole Gibbs em jogo de três sets. Garcia se recuperou no Wuhan Open, derrotando Venus Williams e Agnieszka Radwańska consecutivamente, nos tiebreaks dos sets finais. Ela também derrotou a americana CoCo Vandeweghe em dois sets para chegar às quartas de final, onde foi derrotada pela eventual campeã Petra Kvitová. Apesar da derrota, Garcia subiu para o 36º lugar no ranking.

### 2015: Duas finais de simples WTA

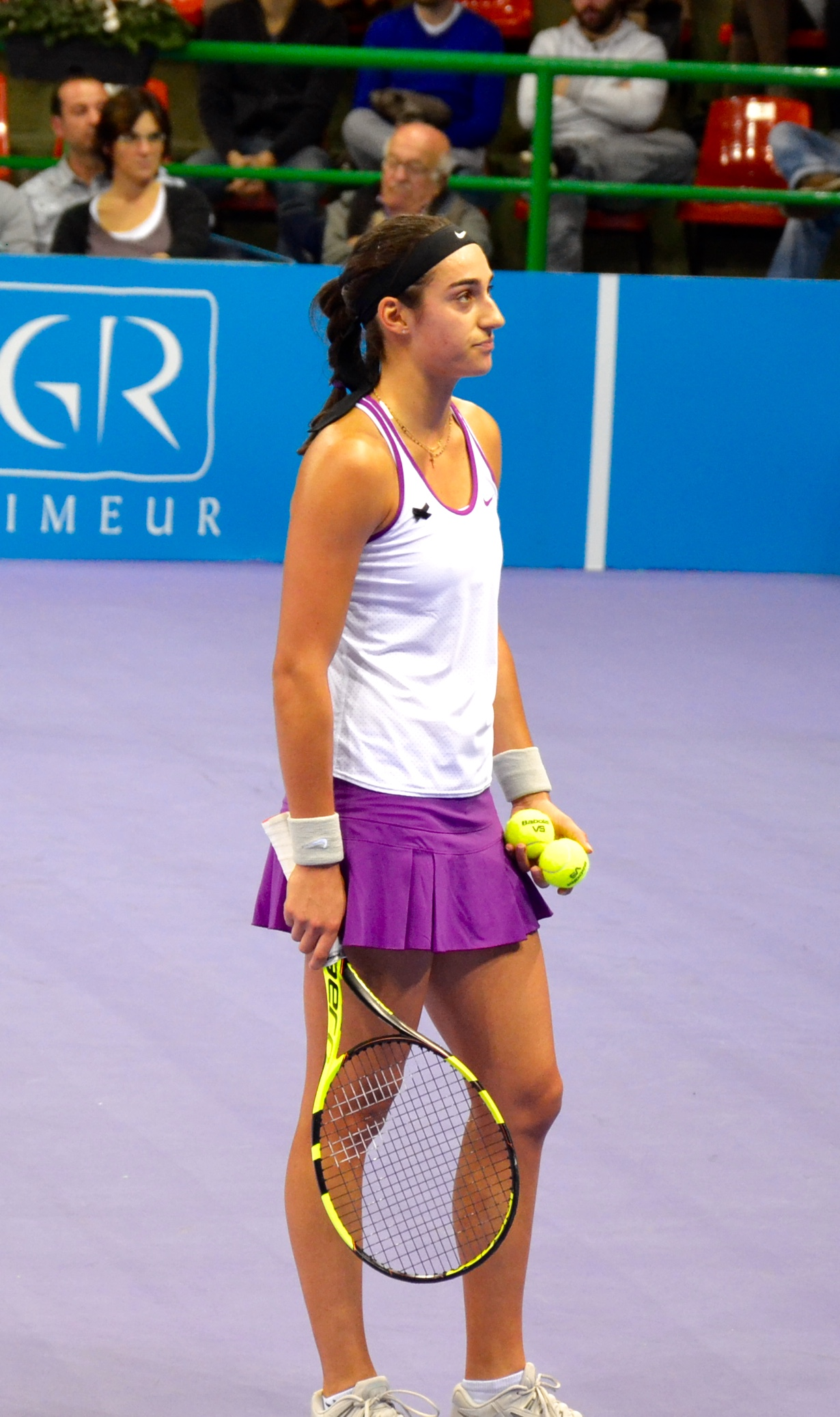
Caroline Garcia em 2015.

Garcia começou sua temporada no Brisbane International, onde perdeu na primeira rodada para a terceira colocada, Angelique Kerber. Ela então jogou no Australian Open, onde derrotou Svetlana Kuznetsova e Stefanie Vögele, a cabeça de chave número 27, antes de perder para Eugenie Bouchard na terceira rodada em sets diretos. Após a campanha, Garcia se juntou à seleção francesa da Fed Cup para a eliminatória contra a Itália. Apesar de perder para Sara Errani, Garcia conseguiu a vitória ao vencer Camila Giorgi de virada em três sets, enquanto seu país avançava para as semifinais.
No Dubai Tennis Championships, depois de vencer a vinda da qualificatória Arina Rodionova na primeira rodada em sets diretos, Garcia perdeu na segunda para Agnieszka Radwańska em jogo de três sets, Ela seguiu com uma participação até a final do Aberto do México, recebendo um "walkover" sobre Maria Sharapova nas semifinais, quando a russa desistiu devido a um mal estar. Ela então perdeu para a quarta cabeça de chave Timea Bacsinszky em sets diretos. Garcia também chegou à final do Monterrey Open, onde também foi vice-campeã de Bacsinszky. Ela conquistou sua primeira vitória sobre a ex-número 1 do mundo e defensora do título, Ana Ivanovic em sets diretos, no caminho.
Depois de ficar de "bye" na primeira rodada em Indian Wells, Garcia venceu a vinda da qualificatória Polona Hercog antes de conquistar sua segunda vitória consecutiva sobre Ivanovic em três sets. Ela então perdeu para a eventual semifinalista Sabine Lisicki.

### 2016: Campeã do Aberto da França em duplas

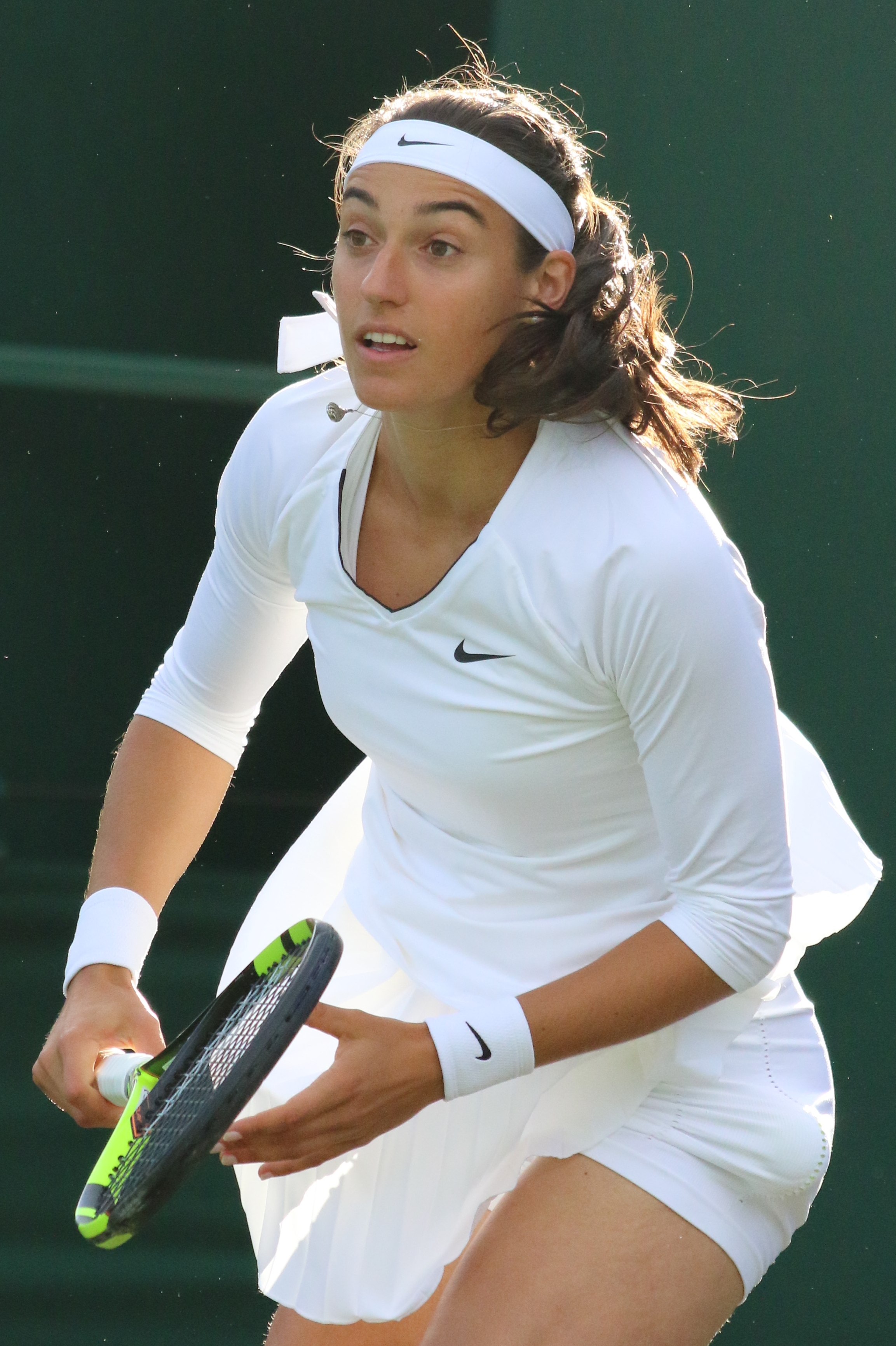
Caroline Garcia em Wimbledon 2016.

A temporada começou bem para Garcia nas duplas. Ela chegou à final do Sydney Tennis Classic, onde ela e sua companheira Kristina Mladenovic perderam num jogo de três sets para a dupla Martina Hingis / Sania Mirza. Depois de um início de temporada discreto em simples, Garcia venceu seus jogos de simples na Fed Cup contra itália. Em Dubai ela chegou à semifinal onde perdeu para Barbora Strycova em jogo de três sets. Nesse mesmo torneio ela também chegou à final com Mladenovic, mas perderam para a dupla Chuang Chia-jung / Darija Jurak Schreiber em sets diretos. No Aberto de Monterrey, Garcia chegou novamente à semifinal onde perdeu para Heather Watson em sets diretos. Em Miami ela perdeu na terdeira rodada para Svetlana Kuznetsova em jogo de três sets.
Garcia iniciou a temporada em quadras de saibro no mês de abril em Charleston sem destaque em simples, porém conquistando o torneio de duplas com Mladenovic. Nas simples, continuou de forma discreta sem nenhum grande resultado, passando pela Fed Cup até o Aberto da Itália. Já nas duplas com Mladenovic, elas venceram em sequência o Porsche Tennis Grand Prix e o Madrid Open, chegando também às quartas de final do Aberto da Itália Em simples, seu melhor desempenho ocorreu em maio no Internationaux de Strasbourg onde conquistou o título sobre Mirjana Lučić em sets diretos. Já no Aberto da França, ela venceu Lesia Tsurenko na primeira rodada mas perdeu logo em seguida para Agnieszka Radwanska em jogos de sets diretos. Nesse mesmo torneio no entanto, Garcia obteve seu maior sucesso nas quadras de saibro, quando ela e Mladenovic levantaram o título contra Ekaterina Makarova / Elena Vesnina em jogo de três sets.
O início da temporada de quadras de grama foi muito promissor, chegando ao título do Mallorca Open ao vencer Anastasija Sevastova em sets diretos. Já em Wimbledon, Garcia não passou da segunda rodada em simples, porém chegou às quartas de final nas duplas.
Nos Jogos Olímpicos do Rio, ela não passou da segunda rodada. No US Open Garcia voltou a ter sucesso em um Grans Slam na duplas, chegando à final onde ela e Mladenovic perderam para Bethanie Mattek-Sands / Lucie Šafářová em jogo de três sets.
Na temporada asiática, Garcia continuou o bom desempenho com sua costumeira companheira. Elas chegaram à final do China Open a qual perderam para a dupla Mattek-Sands / Šafářová, dessa vez em sets diretos. No final de outubro, elas chegaram à partida final do WTA Finals contra a mesma dupla Mattek-Sands / Šafářová, e novamente perderam em sets diretos. Com um final de temporada discreto em simples, Garcia só voltou a ter destaque no final do ano quando chegou à final do Open de Limoges onde perdeu para Ekaterina Alexandrova em sets diretos.

### 2023: Duas finais e título nas duplas

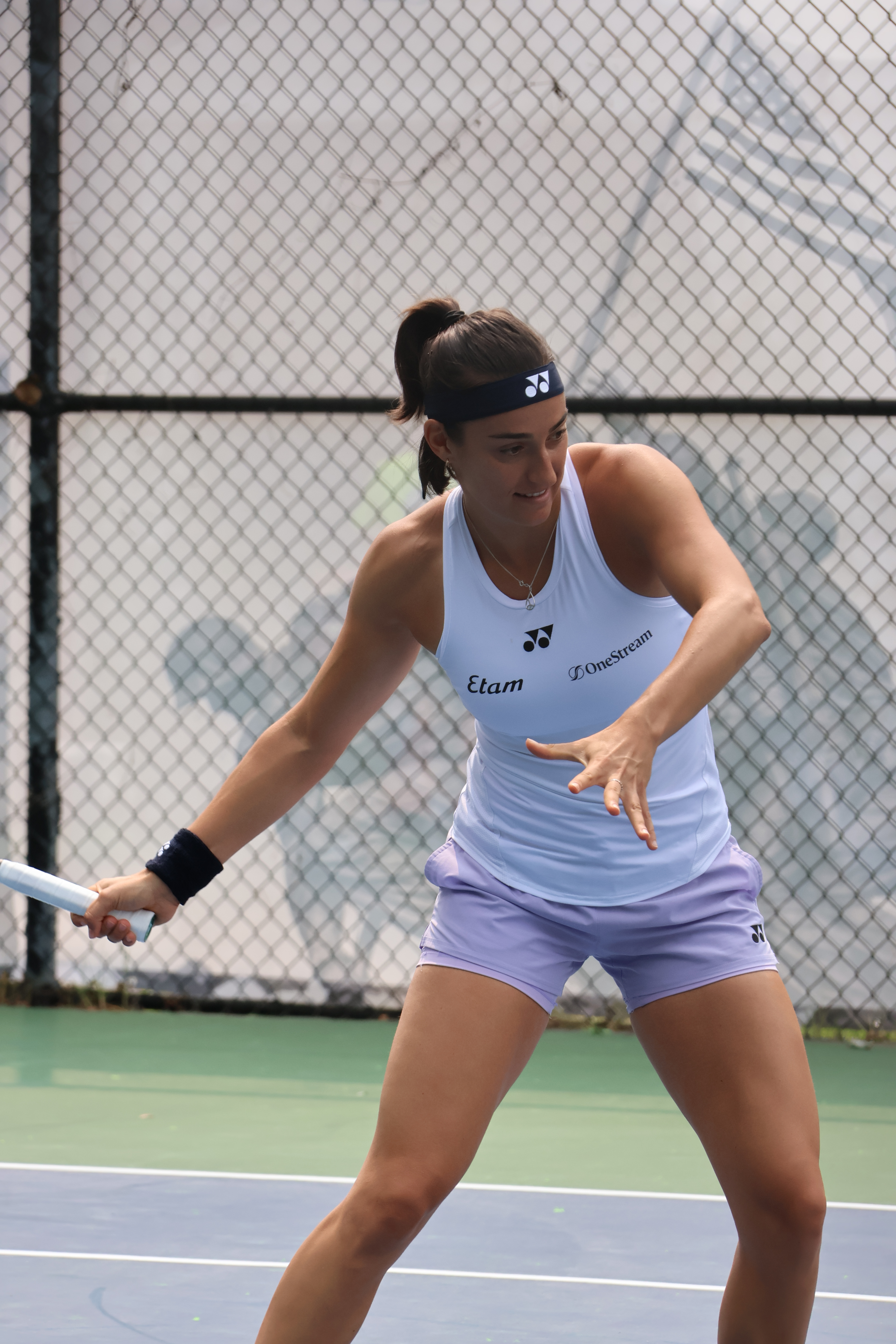
Caroline Garcia no DC Open em 2023.

Garcia foi a primeira cabeça de chave no Lyon Open e no Monterrey Open, mas perdeu na final, respectivamente, para  Alycia Parks e Donna Vekić.
Na temporada em quadras de grama, Garcia chegou às quartas de final em Berlim e em Eastbourne nas quais perdeu para Petra Kvitova e Daria Kasatkina respectivamente, e em Wimbledon foi até a terceira rodada onde perdeu para Marie Bouzkova.
Nas duplas, formou parceria junto a brasileira Luisa Stefani com o objetivo de disputar o WTA 500 de Berlim e o Torneio de Wimbledon, em Londres. A participação da nova dupla teve sucesso imediato em Berlim, onde foram campeãs, superando na semifinal a dupla cabeça-de-chave nº1 Ellen Perez / Nicole Melichar  e na final as tchecas Katerina Siniakova e Marketa Vondrousova por 4/6, 7/6(8) e 10/4. .
Em Wimbledon 2023 junto de Stefani, venceu a dupla Catherine McNally / Ashlyn Krueger, . as cabeças-de-chave Leylah Fernandez / Taylor Townsend, e nas oitavas de final,a dupla Kirsten Flipkens / Tímea Babos (que é uma ex-nº1 do mundo nas duplas), avançando para as quartas-de-final de Wimbledon , onde perderam para a dupla campeã de Wimbledon em 2019, Hsieh Su-wei / Barbora Strýcová. 
De volta às quadras duras na América do norte, Garcia não passou  da primeira rodada no DC Open, no Aberto do Canadá, e em Cincinnati. Teve algum sucesso em Cleveland, onde foi primeira cabeça de chave e chegou às quartas de final que perdeu para Zhu Lin Já no US Open, como sétima cabeça de chave, tornou a perder na primeira rodada, desta vez para Wang Yafan. No torneio seguinte em San Diego, ela chegou às quartas de final onde perdeu para Danielle Collins em sets diretos. O próximo torneio foi o Guadalajara Open no qual Garcia chegou à semifinal a qual perdeu para Maria Sakkari em sets diretos.
Garcia iniciou a temporada asiática no Pan Pacific Open, onde chegou às quartas de final, mas perdeu para Maria Sakkari em sets diretos. No torneio seguinte, o Aberto da China, ela também chegou às quartas de final, mas perdeu para a cabeça de chave número dois Iga Świątek, num jogo de três sets.

### 2024
No início do ano, Garcia participou com o Time França da United Cup. Dos quatro jogos de simples que participou ela venceu três, perdendo apenas para a número um do mundo Iga Swiatek. Em seguida, participou do Adelaide International, no qual, na chave de simples, venceu a "wild card" Taylah Preston [en] na primeira rodada em jogo de três sets, mas perdeu na segunda para Jeļena Ostapenko, também em jogo de três sets com estatísticas contraditórias. Na chave de duplas, seu desempenho foi bem melhor, e com a costumeira parceira Kristina Mladenovic chegaram à final que no entanto, perderam para a dupla 3ª cabeça de chave Beatriz Haddad Maia / Taylor Townsend em sets diretos. Em seguida, Garcia entrou diretamente no Australian Open. Ela passou por Naomi Osaka na primeira rodada em sets diretos. Já na segunda rodada, a cabeça de chave N° 16 foi surpreendida por Magdalena Fręch perdendo a partida em sets diretos.
Prosseguindo sua campanha em quadras duras, agora no Oriente Médio, Garcia participou do Abu Dhabi Open, onde perdeu para Sorana Cîrstea na primeira rodada em jogo de três sets. Ela também ficou na primeira rodada em Doha e em Dubai.
Em Indian Wells Garcia chegou à terceira rodada, jogo que perdeu para Maria Sakkari em sets diretos. Em Miami ela chegou às quartas de final, onde perdeu para a eventual campeã, Danielle Collins em sets diretos.
Garcia iniciou a temporada em quadras de saibro participando da Copa Billie Jean King onde perdeu seu jogo contra Emma Raducanu em três sets. Depois disso, participou do Open de Rouen, no qual, como cabeça de chave N° 2, chegou até às semifinais, perdendo para Sloane Stephens em sets diretos. No Aberto de Madri, venceu sua partida de estreia contra Wang Xinyu em sets diretos e em seguida, perdeu para a cabeça de chave N° 12 Jasmine Paolini, também em jogo de sets diretos. No Aberto de Roma, ela teve um desempenho semelhante, vencendo Elisabetta Cocciaretto em seu jogo de estreia em sets diretos, mas na sequência, perdeu para a cabeça de chave N° 13, Danielle Collins, também em sets diretos. Já no Aberto da França, como cabeça de chave N° 21, venceu a vinda da qualificatória, Eva Lys [en], na primeira rodada em jogo de três sets, mas perdeu na segunda para Sofia Kenin em sets diretos.

## Finais WTA

### Simples: 3 (1 - 2 )
| Campeã — Legenda |
| ---------------- |
| Grand Slam (0–0) |
| WTA Finals (1–0) |
| WTA 1000 (3–0)   |
| WTA 500          |
| WTA 250 (7–3)    |

| Posição | N.   | Data           | Torneio                                   | Piso   | Oponente             | Placar                  |
| ------- | ---- | -------------- | ----------------------------------------- | ------ | -------------------- | ----------------------- |
| Campeã  | 1-0  | Abril 2014     | Copa Colsanitas, Bogotá, Colômbia         | Saibro | Jelena Janković      | 6–3, 6–4                |
| Vice    | 1-1  | Fevereiro 2015 | Abierto Mexicano Telcel, Acapulco, México | Duro   | Timea Bacsinszky     | 3–6, 0–6                |
| Vice    | 1-2  | Março 2015     | Monterrey Open, Monterrey, México         | Duro   | Timea Bacsinszky     | 6–4, 2–6, 4–6           |
| Campeã  | 2-2  | Maio 2016      | Internationaux de Strasbourg, France      | Saibro | Mirjana Lučić-Baroni | 6–4, 6–1                |
| Campeã  | 3-2  | Junho 2016     | Mallorca Open, Espanha                    | Grama  | Anastasija Sevastova | 6–3, 6–4                |
| Campeã  | 4-2  | Setembro 2017  | WTA de Wuhan, Wuhan, China                | Duro   | Ashleigh Barty       | 6–7(3–7), 7–6(7–4), 6–2 |
| Campeã  | 5-2  | Outubro 2017   | China Open, Pequim, China                 | Duro   | Simona Halep         | 6–4, 7–6(7–3)           |
| Campeã  | 6-2  | Outubro 2018   | Tianjin Open, China                       | Duro   | Karolína Plíšková    | 7–6(9–7), 6–3           |
| Vice    | 6-3  | Maio 2019      | Internationaux de Strasbourg, França      | Saibro | Dayana Yastremska    | 4–6, 7–5, 6–7(3–7)      |
| Campeã  | 7-3  | Junho 2019     | Nottingham Open, Reino Unido              | Grama  | Donna Vekić          | 2–6, 7–6(7–4), 7–6(7–4) |
| Campeã  | 8-3  | Junho 2022     | WTA de Bad Homburg, Alemanha              | Grama  | Bianca Andreescu     | 6–7(5–7), 6–4, 6–4      |
| Campeã  | 9-3  | Julho 2022     | Poland Open, Varsóvia, Polónia            | Saibro | Ana Bogdan           | 6–4, 6–1                |
| Campeã  | 10-3 | Agosto 2022    | Western & Southern Open, Cincinnati, EUA  | Duro   | Petra Kvitová        | 6–2, 6–4                |
| Campeã  | 11-3 | Novembro 2022  | WTA Finals, Fort Worth, EUA               | Duro   | Aryna Sabalenka      | 7–6(7–4), 6–4           |

### Duplas: 6 (2 títulos, 4 vice)
| Campeã — Legenda |
| ---------------- |
| Grand Slam (2–1) |
| WTA 1000 (1–3)   |
| WTA 500 (3–5)    |
| WTA 250 (1–1)    |

| Títulos por Piso |
| ---------------- |
| Duro (0–9)       |
| Grama (2–0)      |
| Saibro (6–1)     |
| Carpete (0–0)    |

| Posição | N.   | Data           | Torneio                                        | Piso       | Parceira               | Oponente                               | Placar                  |
| ------- | ---- | -------------- | ---------------------------------------------- | ---------- | ---------------------- | -------------------------------------- | ----------------------- |
| Campeã  | 1-0  | Abril 2014     | Copa Colsanitas, Bogotà, Colômbia              | Saibro     | Lara Arruabarrena      | Vania King Chanelle Scheepers          | 7–6(7–5), 6–4           |
| Vice    | 1-1  | Setembro 2014  | Wuhan Open, Wuhan, China                       | Duro       | Cara Black             | Martina Hingis Flavia Pennetta         | 4–6, 7–5, [10–12]       |
| Vice    | 1-2  | Outubro 2014   | Generali Ladies Linz, Linz, Áustria            | Duro (i)   | Annika Beck            | Raluca Olaru Anna Tatishvili           | 2–6, 1–6                |
| Vice    | 1-3  | Outubro 2014   | Kremlin Cup, Moscou, Rússia                    | Hard (i)   | Arantxa Parra Santonja | Martina Hingis Flavia Pennetta         | 3–6, 5–7                |
| Vice    | 1-4  | Janeiro 2015   | Brisbane International, Brisbane, Austrália    | Duro       | Katarina Srebotnik     | Martina Hingis Sabine Lisicki          | 2–6, 5–7                |
| Vice    | 1-5  | Abril 2015     | Porsche Tennis Grand Prix, Stuttgart, Alemanha | Saibro (i) | Katarina Srebotnik     | Bethanie Mattek-Sands Lucie Šafářová   | 4–6, 3–6                |
| Campeã  | 2-5  | Junho 2015     | WTA de Eastbourne, Eastbourne, Reino Unido     | Grama      | Katarina Srebotnik     | Chan Yung-jan Jie Zheng                | 7-67-5, 6-2             |
| Vice    | 2–6  | Agosto 2015    | Canadian Open, Canadá                          | Duro       | Katarina Srebotnik     | Bethanie Mattek-Sands Lucie Šafářová   | 1–6, 2–6                |
| Vice    | 2–7  | Janeiro 2016   | Sydney International, Austrália                | Duro       | Kristina Mladenovic    | Martina Hingis Sania Mirza             | 6–1, 5–7, [5–10]        |
| Vice    | 2–8  | Fevereiro 2016 | Dubai Championships, Emirados Árabes           | Duro       | Kristina Mladenovic    | Chuang Chia-jung Darija Jurak          | 4–6, 4–6                |
| Campeã  | 3–8  | Abril 2016     | Charleston Open, EUA                           | Saibro     | Kristina Mladenovic    | Bethanie Mattek-Sands Lucie Šafářová   | 6–2, 7–5                |
| Campeã  | 4–8  | Abril 2016     | Stuttgart Open, Alemanha                       | Saibro     | Kristina Mladenovic    | Martina Hingis Sania Mirza             | 2–6, 6–1, [10–6]        |
| Campeã  | 5–8  | Maio 2016      | Madrid Open, Espanha                           | Saibro     | Kristina Mladenovic    | Martina Hingis Sania Mirza             | 6–4, 6–4                |
| Campeã  | 6-8  | Junho 2016     | Roland-Garros, Paris, França                   | Saibro     | Kristina Mladenovic    | Ekaterina Makarova Elena Vesnina       | 6–3, 2–6, 6–4           |
| Vice    | 6–10 | Outubro 2016   | China Open, Pequim, China                      | Duro       | Kristina Mladenovic    | Bethanie Mattek-Sands Lucie Šafářová   | 4–6, 4–6                |
| Vice    | 7-10 | Setembro 2016  | US Open, Nova York, EUA                        | Duro       | Kristina Mladenovic    | Bethanie Mattek-Sands Lucie Šafářová   | 6–2, 6–7(5–7), 4–6      |
| Campeã  | 8-10 | Junho 2022     | Roland-Garros, Paris, França (2)               | Saibro     | Kristina Mladenovic    | Coco Gauff Jessica Pegula              | 2–6, 6–3, 6–2           |
| Campeã  | 9–10 | junho 2023     | WTA 500 de Berlim, Berlim, Alemanha            | Grama      | Luisa Stefani          | Kateřina Siniaková Markéta Vondroušová | 4–6, 7–6 (10–8), [10–4] |